# Кунигунда Венгерская
Кунигунда Венгерская, Святая Кинга (5 марта 1224, Эстергом — 24 июля 1292, Старый Сонч, Малопольское воеводство) — католическая святая, дочь венгерского короля Белы IV и никейской принцессы Марии Ласкарины, жена польского короля Болеслава V. Она была племянницей святой Елизаветы Венгерской, сестрой святой Маргариты Венгерской и блаженной Иоланты Польской и снохой блаженной Саломеи Пястувны.

## Биография
Посвятила себя преимущественно уходу за больными, прожила в браке девицей с согласия супруга, а после смерти мужа основала и поступила в монастырь в Старом Сонче. Умерла 24 июля 1292 года; в 1690 году была беатифицирована, пятью годами позже названа святой покровительницей Польши и Литвы. 16 июня 1999 года она была канонизирована папой Иоанном Павлом II. Католическая церковь отмечает её день 24 июля.